# Brúnov
Brúnov nebo Bronov (polsky Bronów, německy Braunau) je vesnice v jižním Polsku ve Slezském vojvodství v okrese Bílsko-Bělá v gmině Čechovice-Dědice. Leží na území Těšínského Slezska na řece Jilovnici. Patří k rybníkářské oblasti zvané Žabí kraj. Ke dni 31. 12. 2014 zde žilo 1 107 obyvatel, rozloha obce činí 6 km².
Vesnice byla poprvé zmiňována v roce 1566. Patřila k bílskému stavovskému panství povýšenému v 18. století na samostatné knížectví. K místním památkám patří novogotický katolický kostel z roku 1877, klasicistní kaple u hlavní křižovatky z roku 1831 a několik křížů a božích muk.
V současnosti počet obyvatel Brúnova, vzdáleného 6 km od Čechovic-Dědic a 10 km od Bílska-Bělé, stoupá následkem suburbanizace (1 027 obyvatel v roce 2008, 1 107 v roce 2014). Byť si vesnice pořád ještě zachovává venkovský ráz, neustále přibývá nových rodinných domů. Dopravu zajišťují tři autobusové linky MHD Čechovice-Dědice.